# Манастир Боговађа
Манастир Боговађа је женски манастир Српске православне цркве. Налази се у Боговађи, југозападно од Лазаревца, Сматра се да је име добио по „Боговој води“, лековитом извору за лечење разних болести, а посебно очију. Верује се да је првобитна црква изграђена у време Стефана Лазаревића и да је уништена после пада деспотовине. Манастир је обновио отац Мардарије 1545. године, о чему сведочи писани запис. Више пута је рушен и обнављан, а један од његових виђенијих игумана био је Хаџи Рувим. Данашња црква посвећена Св. Ђорђу изграђена је 1852. године.
Представља најзначајнији историјски објекат на територији општине Лајковац. Заштићен је од 1949, a регистрован као Споменик културе од великог значаја 1982. године. Последњи конзерваторско-рестаурацијски радови су извршени 1998. и 1999. године, а реконструкција манастирског конака током 2005. године заслугом игуманије Агније Станић
У старом конаку смештен је Музеј Првог и Другог српског устанка.

## Историја
На месту где се данас налази Манастир Боговађа, некада се налазила мала црква, са неколико пратећих објеката, за које се претпоставља да су подигнути у време деспота Стефана Лазаревића, пошто је добио долину Колубаре од угарског краља Жигмунда. Манастир Боговађа се писмено помињао да је био активан још у првој половини 15. века, мада се не зна тачно време изградње, нити његов ктитор. У запису се помиње да је Гргур Бранковић умро и сахрањен у овом манастиру, мада се у званичној историји каже да је био монах у Светој гори и да је тамо сахрањен. Међутим, првобитни манастир је срушен после пада деспотовине.

#### Отац Мардарије
На остацима старог манастира је 1545. изграђен нови. Ктитор је био јеромонах Мардарије, родом из Вранеша, код Бијелог Поља, о чему сведочи запис у Дабином јеванђељу, које се чува у манастиру:
Ја, смерни Мардарије, јеромонах схимник, отечеством од Вранеши, дођох и примих ово име и почех се трудити помоћу Христа те у име Његово и пречисте Матере Његове, са мојом братијом у Христу, подигосмо цркву у славу и похвалу светом и славном великомученику Георгију; овоме светом месту био је ктитор кнез Павле и Јован Велимировић са осталим православним христјанима 1545. године; тада беше круг сунца 9, а месеца 11.

#### Друго рушење и обнова
За време Кочине крајине, 1788. године је спаљен и срушен, а потом је обновљен између 1791. и 1794. заслугом Хаџи Рувима, Хаџи Ђере и Василија Петровића. У време ове обнове игуман манастира је био Василије Петровић. У то време је изграђен и конак. Зграда конака лежи на масивном полуподруму - полуприземљу. Подрум је од камена и изграђен је раније. Има подземни излаз, који за случај нужде води у шуму. На спрату се налази шест мањих одељења - ћелија. Цела зграда је покривена четвороводним кровом са ћерамидом.

#### Хаџи Рувим
Хаџи Рувим је прихватио монашки завет управо у овом манастиру 1784. године, после смрти своје жене, а затим је по завршетку обнове манастира 7. новембра (26. октобра по старом календару) 1795. године постављен за игумана. Период од почетка обнове манастира Боговађе 1791. до избијања Првог српског устанка је био најплоднији стваралачки део Хаџи Рувимовог живота.
За оно доба сматран је за врло писменог и ученог човека. Сакупљао је књиге за манастирску библиотеку. Из те библиотеке је позајмљивао књиге на читање световним лицима. По насловима које је набављао уочава се његово широко опште образовање и жеља за проширивањем сопствених сазнања. Како је сам волео да бележи догађаје, тако да је за собом оставио велики број врло вредних историјских записа из београдског и ваљевског округа. Његови записи су драгоцени између осталог и због података о ратним дешавањима, које је и сам преживео, као и подацима о последицама које је рат произвео. Овде се посебно истиче тачан попис изгорелих и опљачканих цркава и манастира из Ваљевске нахије.
Хаџи Рувим се у Боговађи бавио и другим делатностима. Основао је прву уметничку школу резбарства, сликарства и других уметности. Продајом израђених дуборезних крстова набављао је новац за куповину књига и за текуће потребе манастира.
За време његове управе, при Боговађи је око 1797. створен хиландарски метох, који због тадашњих прилика није могао дуго да опстане, али податак указује на чињеницу да је Хаџи Рувим одржавао везе са Светом гором.
Од лековитог извора у близини цркве Хаџи Рувим је спровео воду кроз цеви и направио чесму. По њему чесма и данас данас носи име, а налази се испод манастира, у кругу оближње војне касарне. Више пута је обнављана.

#### Правитељствујушчи совјет
Пред крај 1803. године у манастиру је одржан састанак кнезова и виђенијих људи тадашње Србије, на којем је одлучено да се подигне буна против отоманске власти. Пошто је претходно премештен из Манастира Вољавче, конаку Боговађе је 1805, током два месеца заседао Правитељствујушчи совјет сербски, који је руководио Првим српским устанком. Када су Турци сазнали за то, покушали су да ухвате Карађорђа, што им није пошло за руком. Из освете је уследила нова паљевина и уништавање манастира 1805. године. Поново је грађен 1816-1818. године, а данашњи изглед манастира потиче из 1852.

#### Црква Св. Ђорђа
Манастир слави Светог Георгија Великомученика. Садашња црква је изграђена од 1849—1852. године. У обнови је учествовао и кнез Милош Обреновић, а као главног неимара за обнову ангажовао је Милутина Гођевца, мајстора из Босне који је у то време радио на многим кнежевим пројектима. Црква је једнобродна грађевина издужене основе, са полукружном олтарском апсидом и правоугаоним певничким просторима. Изнад западног прочеља налази се вишеспратни барокни звоник, са наглашеном лимене капе. Иконостас је 1858. осликао Милија Марковић са синовима Радованом и Николом. Камени портал украшен је преплетом лозе.
Шест година након изградње нове цркве, подигнут је и нов манастирски конак, изнад чијих северних врата стоји следећи запис:
Сеј дом во обитељи св. великомученика Георгија Боговађа именујемој, воздрузисја милостију Господа Бога нашего при владенију Србскаго књаза Александра, Благословенијем епископа Шабачкаго Г. Михаила, старањем и трудом Архимандрита Григорија со братијеју сеји обитељи 1858. года.
У припрати цркве су сахрањени отац Мардарије, монах Герман и Гргур Бранковић.

#### Први светски рат
У време Колубарске битке (1914), у околини Боговађе су вођене жестоке борбе. Конаци су били претворени у болницу за рањенике, који су ту превијани и лечени. Аустријска војска је при повлачењу опљачкала манастир, однела звона, уништила стоку и посекла шуме. Тада је заувек нестала и чувена Хаџи-Рувимова библиотека. У унутрашњости цркве, на западном зиду, налази се камена плоча на којој су уклесана имена 320 српска ратника из околних места, који су изгинули у периоду од 1912. до 1918. године.
Игуманија овог манастира је Агнија Станић.

## Старешине манастира и гробови
Старешине манастира Боговађе били су :
- Михаило Јанковић од (1918—1927)
- Венијамин Сремац од (1930—1956)
- Ефросинија Стоковић од (1957—1987)
- Агнија Станић од (2005—2021)
- Ангелина Лазаревић од (2021—данас)

На земљишту око манастира налазе се и кенотафи (крајпуташи) настрадалих учесника ратова:
- Спомен храбрих јунака, Светозар, Мијат, Микаило, Милоје и Лазар, браћа Мијатовић из Вранчевића, изгибоше у рату 19. 12. 1918. г. Спомен подиже мати Миленија 1921. г.
- Споменик Михаила Ђокића, војника, сина почившег Ивка Ђокића из Горњег Мушића, живи 27 година, погибе у бојној линији Пирота на велику жалост родитеља.
- Споменик Андреји Арсенијевићу из Пепељевца, који поживе 38 год, а умре 1915. год. Спомен подиже брат Саво и стриц Ђорђе и синови Милијан и Обрад.
- Спомен Велимира Вукашиновића из Пепељевца, живи 36 год, а умре као војник 25. новембра 1912. г. за ослобођење старе Србије и Македоније у Ђакови. Спомен подигоше браћа и синови 27. маја 1921. год. и жена Јулка. "Стани мало путнику, те спомени овде моју душу изгубљену за отаџбину и слободу".
- Споменик Милану Мирковићу
- Воја - Војислав Т. Протић, син Лепосаве и Тодора Протића, свештеника. Рођен 1. маја 1904. г. + 7. октомбра 1906. год.